# Reakcja jonowa
Reakcja jonowa to reakcja chemiczna, w której reagują z sobą bezpośrednio jony lub jony z cząsteczkami elektrycznie obojętnymi.
Reakcje czysto jonowe, tzn. takie, w których wszystkie produkty i wszystkie substraty są wolnymi jonami, występują stosunkowo rzadko.
Zazwyczaj charakter jonowy posiada tylko część etapów reakcji nazywanych jonowymi. Etapy jonowe są często poprzedzone w fazie gazowej jonizacją, a w fazie ciekłej dysocjacją elektrolityczną i kończą się rekombinacją jonów lub reakcjami redoks. 
Reakcje z udziałem jonów są powszechnie spotykane w naturze. Znaczna część reakcji biochemicznych ma taki charakter. Również wiele procesów przemysłowych opiera się na reakcjach jonowych. Są to np.
- polimeryzacja jonowa,
- wiele przemysłowo prowadzonych syntez organicznych
- procesy galwanizacyjne,
- procesy zachodzące w akumulatorach,
- procesy zachodzące  w bateriach

## Przykłady reakcji jonowych

### I.Reakcjastrącaniaosadu(wymiana podwójna).
1) sól1 + sól2 → sól3↓ + sól4
sól1,2,4 – substancje dobrze rozpuszczalne w wodzie.
Przykłady:
Na2SiO3 + Mg(NO3)2 → 2NaNO3 + MgSiO3↓

2Na+ + SiO32− + Mg2+ +2NO3− → 2Na+ + 2NO3− + MgSiO3↓

SiO32− + Mg2+ → MgSiO3↓
2) sól1 + kwas1 → sól2↓ + kwas2
sól1, kwas1, 2 – substancje dobrze rozpuszczalne w wodzie.
Przykłady:
CaCl2 + H2SO4 → CaSO4↓ + 2HCl

Ca2+ + 2Cl− + 2H+ + SO42− → CaSO4↓ + 2H+ + 2Cl−

Ca2+ + SO42− → CaSO4↓
3) sól1 + zasada1 → sól2(↓) + wodorotlenek2(↓)
sól1, zasada1 – substancje dobrze rozpuszczalne w wodzie,

sól2 albo wodorotlenek2 – substancje nie rozpuszczalne w wodzie.
Przykłady:
2Na3PO4 + 3Ba(OH)2 → Ba3(PO4)2↓ + 6NaOH

6Na+ + 2PO43− + 3Ba2+ + 6OH− → Ba3(PO4)2↓ + 6Na+ + 6OH−

2PO43− + 3Ba2+ → Ba3(PO4)2↓
Fe2(SO4)3 + 6NaOH → 3Na2SO4 + 2Fe(OH)3↓

2Fe3+ + 3SO42− + 6Na+ + 6OH− → 6Na+ + 3SO42− + 2Fe(OH)3↓

2Fe3+ + 6OH− → 2Fe(OH)3↓

### II. Reakcja tworzeniasłabych elektrolitów, w tym wody
A) Reakcja zobojętniania (tworzenia wody)   
1) kwas + zasada → sól + woda
Przykłady:
H2SO4 + 2NaOH → Na2SO4 + 2H2O

2H+ + SO42− + 2Na+ + 2OH− → 2Na+ + SO42− + 2H2O

2H+ + 2OH− → 2H2O

H+ + OH− → H2O
B)  Reakcja tworzenia słabych elektrolitów zachodzi pomiędzy solą a kwasem lub zasadą, produktami tej reakcji jest kolejna sól i kolejny kwas lub zasada, jednak nowo powstały kwas lub zasada jest słabym elektrolitem, np. HF, HCN, H2SO3, HNO2, H2CO3, NH3·H2O.
1) sól1 + kwas1 → sól2 + kwas2 – słaby elektrolit
Przykłady:
Na2CO3 + 2HCl → 2NaCl + (CO2 + H2O) – kwas H2CO3 po rozpadzie.

2Na+ + CO32− + 2H+ + 2Cl− → 2Na+ + 2Cl− + CO2 + H2O

CO32− + 2H+ → CO2 + H2O
MgSO3 + 2HNO3 → Mg(NO3)2 + (SO2 + H2O) – kwas H2SO3 po rozpadzie.

Mg2+ + SO32− + 2H+ + 2NO3− → Mg2+ + 2NO3− + SO2 + H2O

SO32− + 2H+ → SO2 + H2O
CaCN2 + H2SO4 → CaSO4 + 2HCN↑
<CN />Ca2+ + 2CN− + 2H+ + SO42− →Ca2+ + SO42− + 2HCN↑
<CN />2CN− +2H+ → 2HCN↑
2) sól1 + zasada1 → sól2 + zasada2 – słaby elektrolit
Przykłady:
NH4Cl + KOH → KCl + NH3↑ + H2O

NH4+ + Cl− + K+ + OH− → K+ + Cl− + NH3 + H2O

NH4+ + OH− → NH3 + H2O

### III. Reakcja kwasu z metalem (wymiana pojedyncza)
1) kwas + metal → sól + wodór
Przykłady:
H2SO4 + Mg → MgSO4 + H2↑

2H+ + SO42− + Mg0 → Mg2+ + SO42− + H20↑

2H+ + Mg0 → Mg2+ + H20↑
6HCl + 2Fe → 2FeCl3 + 3H2↑

6H+ + 6Cl− + 2Fe0 → 2Fe3+ +6Cl− + 3H20↑

6H+ + 2Fe0 → 2Fe3+ + 3H20↑

### IV.Hydroliza soli
A) Hydroliza soli pochodzącej od mocnego kwasu i  słabej zasady (AlCl3, Fe2(SO4)3, NH4NO3) – hydroliza kationowa.
1)sól + woda ⇌ kwas + wodorotlenek↓
Przykłady:
AlCl3 + 3H2O ⇌ 3HCl + Al(OH)3↓

Al3+ + 3Cl− + 3H2O ⇌ 3H+ + 3Cl− + Al(OH)3↓

Al3+ + 3H2O ⇌ 3H+ + Al(OH)3↓ o odczynie kwasowym świadczy obecność kationów H+
B) Hydroliza soli pochodzącej od słabego kwasu i mocnej zasady (K2CO3, Na2SO3, Na2S) – hydroliza anionowa.
1)sól + woda ⇌ kwas (rozpada się, gdyż jest słabym elektrolitem) + zasada
Przykłady:
K2CO3 + 2H2O ⇌ 2KOH + CO2 + H2O

2K+ + CO32− + 2H2O ⇌ 2K+ + 2OH− + CO2 + H2O

CO32− + 2H2O ⇌ 2OH− + CO2 + H2O o odczynie zasadowym świadczy obecność anionów OH−